# 吉田直樹 (実業家)
吉田 直樹（よしだ なおき、1964年 - ）は、日本の実業家である。株式会社パン・パシフィック・インターナショナルホールディングス代表取締役社長CEO や株式会社ドン・キホーテ代表取締役社長、ユニー株式会社取締役 などに在任をしている。

## 経歴
1964年大阪市生まれ。1988年国際基督教大学教養学部卒業。1995年INSEAD修士課程修了。経営学修士(MBA)。
2019年9月ドン・キホーテなどを運営するパン・パシフィック・インターナショナルホールディングスの代表取締役社長CEOに就任。

## 略歴
- 1964年12月 - 大阪市生まれ[1]
- 1984年3月 - 大阪府立茨木高等学校卒業
- 1988年3月 - 国際基督教大学教養学部社会科学科卒業（鈴木典比古ゼミ）
- 1995年12月 - INSEAD修了（経営学修士）、マッキンゼー・アンド・カンパニー・インク・ジャパン入社[2]
- 1997年3月 - ユニオン・バンケール・プリヴェ株式会社[2]
- 2002年8月 - 株式会社オルタレゴコンサルティング 代表取締役社長[3]
- 2003年2月 - 株式会社T・ZONEホールディングス代表取締役社長[3]
- 2007年7月 - Don Quijote(USA)Co.,Ltd. 社長[2]
- 2012年9月 - 株式会社ドン・キホーテ（現：株式会社パン・パシフィックインターナショナルホールディングス）取締役[3]
- 2013年11月 - 同専務取締役[4]
- 2015年7月 - 同専務取締役兼CCO[4]
- 2018年1月 - 同代表取締役専務兼CAO[4]
- 2019年9月 - 同代表取締役社長CEO（現任）[4]⁻株式会社ドン・キホーテ代表取締役社長（現任）[4]

## 在任中の主な役職
- 株式会社パン・パシフィック・インターナショナルホールディングス代表取締役社長CEO[5]
- 株式会社ドン・キホーテ代表取締役社長[5]
- ユニー株式会社取締役[5]
- 株式会社長崎屋取締役[5]
- 日本商業施設株式会社取締役[6]